# الرجال الامعين للقديس جيروم

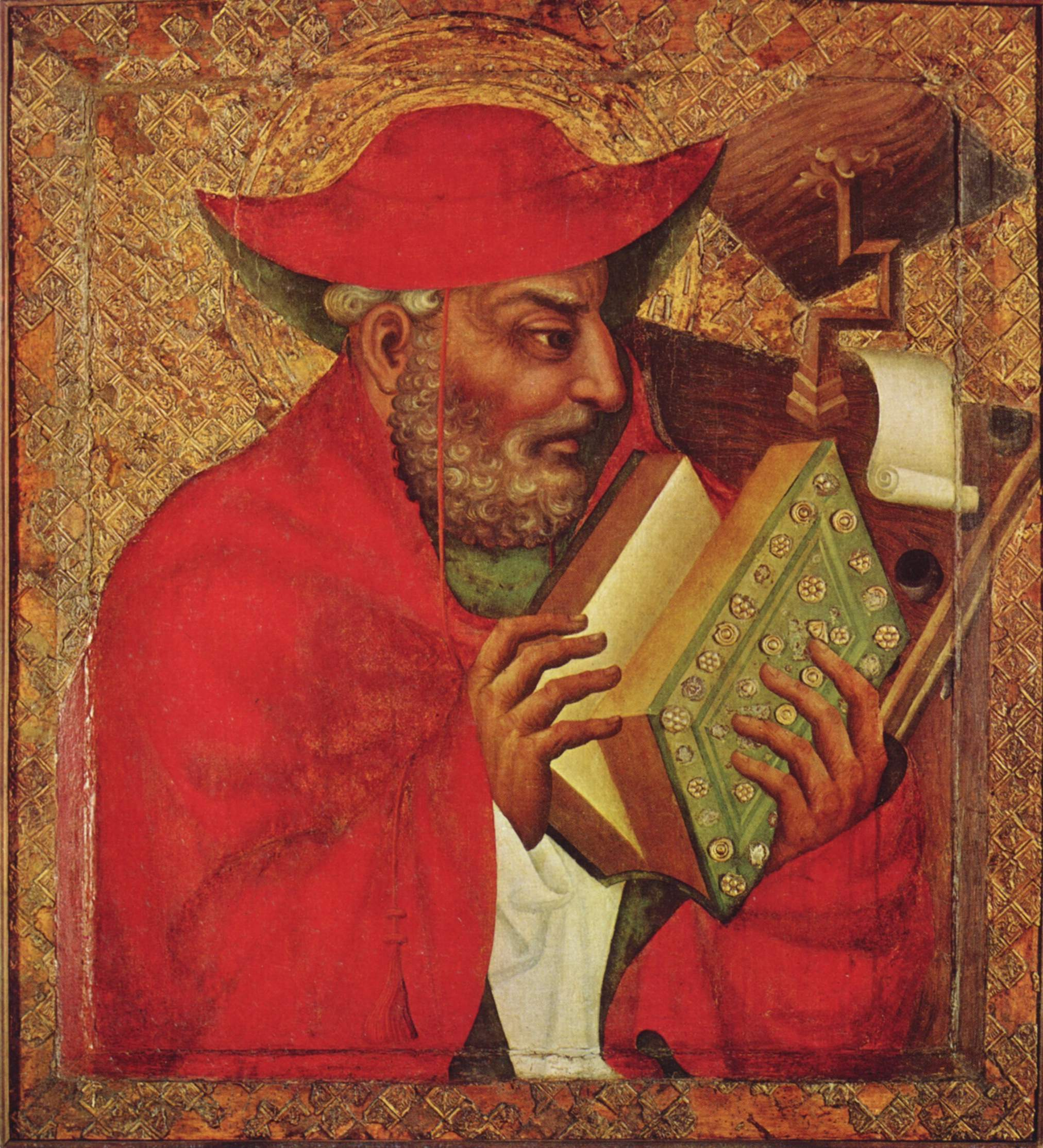
جيروم بواسطة ثيودوريك براغ ، ج. 1370

دى فيريس ايلوستريبوس (الرجال الامعين) هو عبارة عن مجموعة قصيرة من السير الذاتية من 135 قصة، وكتب في اللاتينية، التي كتبها في القرن الرابع من قس للكنيسة الكاثوليكية الرومانية اسمه جيروم أو القديس جيروم. أكمل هذا العمل في بيت لحم حوالي عام 392 م. يتكون العمل من مقدمة بالإضافة إلى 135 فصلاً، يتكون كل منها من سيرة ذاتية مختصرة. جيروم نفسه هو موضوع الفصل الأخير. يوجد نسخة يونانية من الكتاب، ربما ترجمت من قبل سوفرونيوس Sophronius الذي كُرس الفصل 134 له لا تزال موجودة. العديد من السير الذاتية شخصيات مهمة ولامعة في تاريخ الكنيسة الكاثوليكية وتولي اهتمامًا خاصًا لمهنهم ككتاب. لقد «كتب كعمل مرجعي لإثبات أن الكنيسة قد أنتجت رجالًا متعلمين.»  أُهدى الكتاب إلى فلافيوس لوسيو دكستر، الذي شغل منصب الحارس الخاص لثيودوسيوس الأول ورئيس الحرس الامبراطوري (بريتيوريًا) لهونوريوس. كان دكستر ابن القديس باسيانوس، الذي امتُدح في العمل. 

## محتويات
موضوعات سير ذاتية لـ Jerome البالغ عددها 135هي مدرجة أدناه. الأرقام المعطاة هي أرقام الفصول الموجودة في الطبعات.
| - 1. بطرس - 2. يعقوب البار - 3. متى - 4. Jude - 5. Paul - 6. برنابا - 7. Luke - 8. Mark - 9. John - 10. Hermas - 11. فيلون السكندري - 12. لوكيوس سينيكا - 13. يوسيفوس فلافيوس - 14. Justus - 15. كليمنت الأول - 16. إغناطيوس - 17. بوليكاربوس - 18. Papias - 19. Quadratus - 20. Aristides - 21. Agrippa - 22. Hegesippus - 23. القديس جاستن - 24. Melito of Asia ‏ - 25. ثاوفيلوس - 26. Apollinaris - 27. Dionysius of Corinth ‏ - 28. Pinytus of Crete ‏ - 29. ططيانوس الآشوري - 30. Philip of Crete ‏ - 31. Musanus - 32. Modestus - 33. برديصان - 34. فيكتور الأول | - 35. إيرينيئوس - 36. Pantaenus - 37. Rhodo - 38. إكليمندس الإسكندري - 39. ملتيادس - 40. Apollonius - 41. سرافيون الأنطاكي - 42. Apollonius - 43. Theophilus - 44. Bacchylus - 45. Polycrates - 46. Heraclitus - 47. Maximus - 48. Candidus - 49. Appion - 50. Sextus - 51. Arabianus - 52. Judas - 53. ترتليان - 54. أوريجانوس - 55. أمونيوس السقاص - 56. أمبروسيوس السكندري - 57. Trypho - 58. Minucius Felix ‏ - 59. كايوس - 60. Beryllus - 61. هيبوليتوس الرومي - 62. Alexander of Cappadocia - 63. يوليوس أفريكانوس - 64. Geminus - 65. Theodorus (Gregory of Neocaesarea) ‏ - 66. كورنيلوس - 67. قبريانوس القرطاجي - 68. Pontius | - 69. ديونيسيوس - 70. Novatianus - 71. Malchion - 72. Archelaus - 73. أناتوليوس - 74. Victorinus - 75. بامفيلوس - 76. Pierius - 77. لوسيان الأنطاكي - 78. Phileas - 79. أرنوبيوس - 80. لاكتانتيوس - 81. يوسابيوس القيصري - 82. Reticius - 83. Methodius - 84. Juvencus - 85. أوسطاثاوس - 86. Marcellus - 87. أثناسيوس الأول - 88. أنطونيوس الكبير - 89. Basil of Ancyra - 90. Theodorus - 91. Eusebius of Emesa - 92. Triphylius - 93. دوناتوس - 94. Asterius - 95. Lucifer of Cagliari - 96. Eusebius of Sardinia ‏ - 97. Fortunatianus - 98. أكاسيوس القيصري - 99. Serapion - 100. أيلاري أسقف بوتييه - 101. ماريوس فيكتورينوس - 102. Titus | - 103. داماسوس الأول - 104. أبوليناريوس - 105. Gregory of Elvira - 106. Pacianus - 107. Photinus - 108. Phoebadius - 109. ديديموس الضرير - 110. Optatus - 111. Acilius Severus - 112. كيرلس الأورشليمي - 113. Euzoius - 114. إبيفانيوس السلاميسي - 115. أفرام السرياني - 116. باسيليوس قيصرية - 117. غريغوريوس النزينزي - 118. لوسيوس الإسكندري - 119. Diodorus - 120. إيونوميوس السيزيكوسي - 121. Priscillianus - 122. Latronianus - 123. Tiberianus - 124. أمبروز - 125. Evagrius - 126. Ambrose, disciple of Didymus - 127. Maximus - 128. غريغوريوس أسقف نيصص - 129. John the presbyter =يوحنا ذهبي الفم - 130. غاليليوس القيصري - 131. Theotimus - 132. Dexter - 133. Amphilochius - 134. Sophronius - 135. جيروم the presbyter |

## حساب جيروم لمسيرته الأدبية، UOL
في ختام كتايه، قدم جيروم سيرته الذاتية كأحدث مثال على العمل الأكاديمي للمسيحيين. في الفصل 135، لخص جيروم حياته المهنية حتى ذلك الوقت:
جيروم بن يوسابيوس من مدينة ستريدو الواقعة على حدود دالماتيا وبانونيا والتي أطاح بها القوط حتى العام الحالي، أي الرابع عشر للإمبراطور ثيودوسيوس، ما يلي: «حياة بولس الراهب»، كتاب واحد من «رسائل» لأشخاص مختلفين، «إرشاد إلى هيليودورس»، «جدل لوسيفريانوس والأرثوذكس»، «تاريخ التاريخ العالمي»، «28 عظة لأوريجانوس على إرميا وحزقيال»، والتي ترجمتها من اليونانية إلى اللاتينية، «على السيرافيم»، «في أوسانّا»، «عن الأبناء الفطنة والضال»، «حول ثلاثة أسئلة من الشريعة القديمة  ، عظات على نشيد الأنشاد الثاني '،' ضد هيلفيديوس '،' حول عذرية مريم الدائمة  ، 'إلى Eustochius' ، 'في الحفاظ على العذرية، كتاب واحد من» رسائل إلى مارسيلا«، رسالة تعزية إلى باولا» حول وفاة ابنة«، ثلاثة كتب من» تعليقات على رسالة بولس إلى أهل غلاطية«، وبالمثل ثلاثة كتب من 'Commentarie ق على رسالة بولس الرسول إلى أهل أفسس  ،  في رسالة بولس الرسول إلى تيطس  كتاب واحد  في رسالة بولس الرسول إلى فليمون  واحد، 'تعليقات على سفر الجامعة' ، كتاب واحد من  أسئلة عبرية عن سفر التكوين»، كتاب واحد«في أماكن في اليهودية»، كتاب واحد عن«الأسماء العبرية»، «ديديموس في الروح القدس»، الذي ترجمته إلى كتاب واحد لاتيني،«39 عظة على لوقا» «في المزامير من 10 إلى 16»، سبعة كتب، «عن الراهب الأسير»، «حياة هيلاريون المبارك». لقد ترجمت العهد الجديد من اليونانية، والعهد القديم من العبرية، ولا أعرف عدد الرسائل التي كتبتها إلى باولا وإوستوتشيوم، لأنني أكتب يوميًا. كما كتبت كتابين من شروح ميخا وكتاب عن ناحوم وكتابين في حبقوق وكتابين عن صفنيا وكتاب عن حجي وكتابين كثيرون آخرون عن الأنبياء، الذين لم ينتهوا بعد، وما زلت أعمل عليهم. <ref> جيروم،  دي فيريس

## نصوص وترجمات أخرى
- جيروم وجيناديوس: حياة الرجال اللامعين ، الترجمة الإنجليزية بواسطة إرنست كوشينغ ريتشاردسون
- Jerome's De Viris Illustribus : نص لاتيني (يتضمن مقدمة إعلامية، باللاتينية)
- جيروم دي فيريس إيلوستريبوس : النسخة اليونانية

## روابط خارجية
- جيروم دي فيريس إيلوستريبوس من ماثيو، مارك، لوقا
- الموسوعة الكاثوليكية : Gennadius of Marseilles (تابع لكتاب جيروم De viris illustribus)